# Koninklijke Toneelkring Sint-Genesius
Koninklijke Toneelvereniging Sint-Genesius vzw is een Belgische toneelvereniging die gevestigd is te Sint-Niklaas.

## Geschiedenis

### Beginperiode
In 1907 werd de toneelvereniging opgericht uit de schoot van de oudleerlingenbond van de broeders Hiëronymieten, de huidige Broederschool te Sint-Niklaas. De vereniging bracht in die tijd uitsluitend mannentoneel.
Reeds in deze tijd passeerden er heel wat bekende namen de revue. Onder anderen Jef Burm en Fred Kuypers stonden geregeld op de planken van Sint-Genesius.

### Koninklijke Toneelkring
In 1950 scheurde de toneelkring zich los van de oudleerlingenbond en werd gemengd toneel toegestaan. Het duurde slechts twee jaar vooraleer de vereniging door Koning Boudewijn I van België werd uitgeroepen tot Koninklijke Toneelkring.
In de daaropvolgende jaren werden verschillende gastvoorstellingen gegeven evenals uitwisselingen verzorgd door toneelgroepen uit binnen- en buitenland. Zo werd onder meer opgetreden te Kopenhagen met "Hendrik en Pernille", in Schotland (Inverness) met "Marieke van Nymegen" en in St.-Patrick's Hall met "De gecroonde leersse". Opvoeringen werden eveneens gegeven in Duitsland voor de aldaar gelegerde Belgische militairen en families. In het kader van de viering "25 jaar Cultureel akkoord België-Nederland" werd een gastvoorstelling gegeven te Gorinchem in Nederland. 
In 1953 won Sint-Genesius voor de eerste maal het vermaarde Landjuweel met 'Hamlet' van William Shakespeare. Deze prijs werd eigenhandig overgedragen door koning Boudewijn I van België. Twee decennia later won de vereniging het Landjuweel opnieuw, ditmaal met de theaterprodcutie 'Wie is bang voor Virginia Woolf?'. In 1973 werd het Landjuweel uitgereikt door minister Willy Claes en minister Chabert.
De theatervereniging trad gedurende het seizoen '73 - '74 op te Amsterdam, Vlaardingen en Veldhoven (Eindhoven) en nam deel aan het 21e Tornooi der Lage Landen te Elsloo. In Vlaanderen werden in tiental gemeenten gastvoorstellingen gebracht.
Het was ook in deze periode dat schrijver Tom Lanoye geregeld op de scène bij Sint-Genesius verscheen. 

### 21ste eeuw
In 2004 trok de vereniging naar het Koninklijk Landjuweel te Leuven met de productie 'Tramlijn Begeerte'. De productie werd gebaseerd op de film 'A Streetcar Called Desire'. Sint-Genesius behaalde hiermee de laatste plaats.
In 2007 bestond de vereniging 100 jaar, wat reden was om van dit jaar een feestjaar te maken. Zo keerde de vereniging  terug naar zijn routes in de Stadschouwburg te Sint-Niklaas en zette er drie dagen lang een revue op de planken. De acteurs en medewerkers werden bij deze revue bijstaan door verschillende professionals. Zo was Ivann, X Factor-kandidaat, op alle voorstellingen als zanger aanwezig en werd de crew bijgestaan door een live-orkest en de meisjes van de dansgroep Clapaja. In datzelfde jaar werd bovendien deelgenomen aan het toneeltoernooi 'Gulden Spot'. Sint-Genesius behaalde de eerste prijs voor taalvaardigheid.